# Darius Le Corre
Pour les articles homonymes, voir Le Corre.
Darius Le Corre est un homme politique français né le 3 septembre 1903 à Rouen (Seine-Inférieure) et mort le 26 septembre 1996 à Herblay (Val-d'Oise).

## Biographie
Issu d'une famille de fonctionnaires, il entre dans l'enseignement. Il adhère au PCF en 1929, ce qui lui vaut une censure par l'inspection académique pour propagande politique, et une condamnation pénale en 1934. Il est député communiste de Seine-et-Oise de 1936 à 1940, élu à Corbeil. Il est déchu de son mandat le 21 janvier 1940. Il rompt avec le parti communiste après le pacte germano-soviétique, et, après être passé par divers groupes marxistes et avoir été agressé par un commando du PCF, il finit par rejoindre en 1952 la SFIO. Il est également passionné de poésie et écrit de nombreux essais.

## Sources
- « Darius Le Corre », dans le Dictionnaire des parlementaires français (1889-1940), sous la direction de Jean Jolly, PUF, 1960 [détail de l’édition]